# فهرست فرودگاه‌های پاپوآ گینه نو

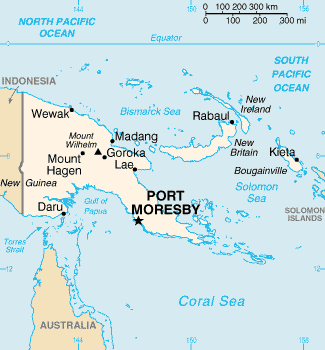
نقشهٔ پاپوآ گینه نو

این مقاله شامل فهرست فرودگاه‌های پاپوآ گینه نو است که بر پایهٔ مکان قرارگیری آن‌ها مرتب شده است.

## فرودگاه‌ها
| شهر                      | استان                       | ایکائو | یاتا | نام فرودگاه                                  | مختصات                                                          |
| ------------------------ | --------------------------- | ------ | ---- | -------------------------------------------- | --------------------------------------------------------------- |
| Scheduled service        |                             |        |      |                                              |                                                                 |
| آلوتائو                  | استان خلیج میلنه            | AYGN   | GUR  | فرودگاه گورنی                                | ۱۰°۱۸٫۷′ جنوبی ۱۵۰°۲۰٫۳۵′ شرقی / ۱۰٫۳۱۱۷°جنوبی ۱۵۰٫۳۳۹۱۷°شرقی   |
| Awaba                    | استان غربی (پاپوآ گینه نو)  |        | AWB  | فرودگاه آوابا                                | ۰۸°۰۰٫۸۶′ جنوبی ۱۴۲°۴۵٫۰۶′ شرقی / ۸٫۰۱۴۳۳°جنوبی ۱۴۲٫۷۵۱۰۰°شرقی  |
| Baimuru                  | استان خلیج                  |        | VMU  | فرودگاه بایمورو                              | ۰۷°۲۹٫۶۹′ جنوبی ۱۴۴°۴۹٫۳۶′ شرقی / ۷٫۴۹۴۸۳°جنوبی ۱۴۴٫۸۲۲۶۷°شرقی  |
| Balimo                   | استان غربی (پاپوآ گینه نو)  |        | OPU  | Balimo Airport                               | ۰۸°۰۳٫۰۷′ جنوبی ۱۴۲°۵۶٫۴۲′ شرقی / ۸٫۰۵۱۱۷°جنوبی ۱۴۲٫۹۴۰۳۳°شرقی  |
| Bosset                   | استان غربی (پاپوآ گینه نو)  |        | BOT  | فرودگاه بوسیت                                | ۰۷°۱۴٫۴۵′ جنوبی ۱۴۱°۰۵٫۵۴′ شرقی / ۷٫۲۴۰۸۳°جنوبی ۱۴۱٫۰۹۲۳۳°شرقی  |
| بوکا                     | استان خودمختار بوگاینویل    | AYBK   | BUA  | Buka Airport                                 | ۰۵°۲۵٫۲۹′ جنوبی ۱۵۴°۴۰٫۴۹′ شرقی / ۵٫۴۲۱۵۰°جنوبی ۱۵۴٫۶۷۴۸۳°شرقی  |
| بولولو                   | استان موروبه                |        | BUL  | فرودگاه بولولو                               | ۰۷°۱۳٫۰۵′ جنوبی ۱۴۶°۳۸٫۹۲′ شرقی / ۷٫۲۱۷۵۰°جنوبی ۱۴۶٫۶۴۸۶۷°شرقی  |
| دارو                     | استان غربی (پاپوآ گینه نو)  | AYDU   | DAU  | فرودگاه دارو                                 | ۰۹°۰۵٫۲۵′ جنوبی ۱۴۳°۱۲٫۵′ شرقی / ۹٫۰۸۷۵۰°جنوبی ۱۴۳٫۲۰۸۳°شرقی    |
| افوگی                    | Central                     |        | EFG  | فرودگاه افوگی                                | ۰۹°۰۹٫۳۴′ جنوبی ۱۴۷°۳۹٫۶۰′ شرقی / ۹٫۱۵۵۶۷°جنوبی ۱۴۷٫۶۶۰۰۰°شرقی  |
| Fane                     | Central                     |        | FNE  | فرودگاه فن                                   | ۰۸°۳۳٫۰۷′ جنوبی ۱۴۷°۰۵٫۱۱′ شرقی / ۸٫۵۵۱۱۷°جنوبی ۱۴۷٫۰۸۵۱۷°شرقی  |
| گوروکا                   | استان ارتفاعات شرقی         | AYGA   | GKA  | فرودگاه گرکا                                 | ۰۶°۰۴٫۹′ جنوبی ۱۴۵°۲۳٫۴۵′ شرقی / ۶٫۰۸۱۷°جنوبی ۱۴۵٫۳۹۰۸۳°شرقی    |
| Hoskins                  | استان بریتانیای نو غربی     | AYHK   | HKN  | فرودگاه هسکینس (Kimbe Airport)               | ۰۵°۲۷٫۶۲′ جنوبی ۱۵۰°۲۴٫۰۶′ شرقی / ۵٫۴۶۰۳۳°جنوبی ۱۵۰٫۴۰۱۰۰°شرقی  |
| Itokama                  | استان شمالی (پاپوآ گینه نو) |        | ITK  | Itokama Airport                              | ۰۹°۱۲٫۰۱′ جنوبی ۱۴۸°۱۵٫۸۸′ شرقی / ۹٫۲۰۰۱۷°جنوبی ۱۴۸٫۲۶۴۶۷°شرقی  |
| Kagi                     | Central                     |        | KGW  | Kagi Airport                                 | ۰۹°۰۸٫۲۲′ جنوبی ۱۴۷°۴۰٫۲′ شرقی / ۹٫۱۳۷۰۰°جنوبی ۱۴۷٫۶۷۰۰°شرقی    |
| Kamusi                   | استان خلیج                  |        | KUY  | Kamusi Airport                               | ۰۷°۲۵٫۳۹′ جنوبی ۱۴۳°۰۷٫۲۶′ شرقی / ۷٫۴۲۳۱۷°جنوبی ۱۴۳٫۱۲۱۰۰°شرقی  |
| کاوینگ                   | استان ایرلند نو             | AYKV   | KVG  | فرودگاه کاوینگ                               | ۰۲°۳۴٫۵۲′ جنوبی ۱۵۰°۴۹٫۰۵′ شرقی / ۲٫۵۷۵۳۳°جنوبی ۱۵۰٫۸۱۷۵۰°شرقی  |
| کرما                     | استان خلیج                  | AYKM   | KMA  | فرودگاه کرما                                 | ۰۷°۵۷٫۹′ جنوبی ۱۴۵°۴۶٫۲۲′ شرقی / ۷٫۹۶۵۰°جنوبی ۱۴۵٫۷۷۰۳۳°شرقی    |
| کیکوری                   | استان خلیج                  | AYKK   | KRI  | فرودگاه کیکوری                               | ۰۷°۲۵٫۵۲′ جنوبی ۱۴۴°۱۴٫۸۷′ شرقی / ۷٫۴۲۵۳۳°جنوبی ۱۴۴٫۲۴۷۸۳°شرقی  |
| کیونگا                   | استان غربی (پاپوآ گینه نو)  | AYKI   | UNG  | Kiunga Airport                               | ۰۶°۰۷٫۴۵′ جنوبی ۱۴۱°۱۷٫۱۵′ شرقی / ۶٫۱۲۴۱۷°جنوبی ۱۴۱٫۲۸۵۸۳°شرقی  |
| کوکودا                   | استان شمالی (پاپوآ گینه نو) |        | KKD  | Kokoda Airport                               | ۰۸°۵۳٫۳۸′ جنوبی ۱۴۷°۴۳٫۸′ شرقی / ۸٫۸۸۹۶۷°جنوبی ۱۴۷٫۷۳۰۰°شرقی    |
| Kunaye / Londolovit      | استان ایرلند نو             | AYKY   | LNV  | فرودگاه جزیره لیهیر (Kunaye / Londolovit)    | ۰۳°۰۲٫۵۷′ جنوبی ۱۵۲°۳۷٫۶۴′ شرقی / ۳٫۰۴۲۸۳°جنوبی ۱۵۲٫۶۲۷۳۳°شرقی  |
| کوندیاوا                 | استان چیمبو                 | AYCH   | CMU  | فرودگاه چیمبو                                | ۰۶°۰۱٫۷۵′ جنوبی ۱۴۴°۵۸٫۰۷′ شرقی / ۶٫۰۲۹۱۷°جنوبی ۱۴۴٫۹۶۷۸۳°شرقی  |
| لائه                     | استان موروبه                | AYNZ   | LAE  | فرودگاه لای نادزاب                           | ۰۶°۳۴٫۲۷′ جنوبی ۱۴۶°۴۳٫۵۴′ شرقی / ۶٫۵۷۱۱۷°جنوبی ۱۴۶٫۷۲۵۶۷°شرقی  |
| Lake Murray              | استان غربی (پاپوآ گینه نو)  |        | LMY  | Lake Murray Airport                          | ۰۷°۰۰٫۴۹′ جنوبی ۱۴۱°۲۹٫۵۴′ شرقی / ۷٫۰۰۸۱۷°جنوبی ۱۴۱٫۴۹۲۳۳°شرقی  |
| لورنگائو                 | استان مانوس                 | AYMO   | MAS  | فرودگاه موموت                                | ۰۲°۰۳٫۵۱′ جنوبی ۱۴۷°۲۵٫۲۶′ شرقی / ۲٫۰۵۸۵۰°جنوبی ۱۴۷٫۴۲۱۰۰°شرقی  |
| لوزوئیا، کیریوینا        | استان خلیج میلنه            | AYKA   | LSA  | Losuia Airport (Kiriwina Airport)            | ۰۸°۳۰٫۶۵′ جنوبی ۱۵۱°۰۵′ شرقی / ۸٫۵۱۰۸۳°جنوبی ۱۵۱٫۰۸۳°شرقی       |
| شهر مادانگ               | استان مادانگ                | AYMD   | MAG  | فرودگاه مادانگ                               | ۰۵°۱۲٫۶′ جنوبی ۱۴۵°۴۷٫۲۲′ شرقی / ۵٫۲۱۰۰°جنوبی ۱۴۵٫۷۸۷۰۰°شرقی    |
| Manari (Manare)          | Central                     |        | MRM  | Manari Airport                               | ۰۹°۱۱٫۵۳′ جنوبی ۱۴۷°۳۷٫۲۵′ شرقی / ۹٫۱۹۲۱۷°جنوبی ۱۴۷٫۶۲۰۸۳°شرقی  |
| مندی                     | استان ارتفاعات جنوبی        | AYMN   | MDU  | فرودگاه مندی                                 | ۰۶°۰۸٫۹۶′ جنوبی ۱۴۳°۳۹٫۳۶′ شرقی / ۶٫۱۴۹۳۳°جنوبی ۱۴۳٫۶۵۶۰۰°شرقی  |
| Milei                    | Central                     |        | MMV  | Milei Airport                                | ۰۹°۰۴٫۸۱′ جنوبی ۱۴۷°۳۶٫۱۷′ شرقی / ۹٫۰۸۰۱۷°جنوبی ۱۴۷٫۶۰۲۸۳°شرقی  |
| Misima Island            | استان خلیج میلنه            | AYMS   | MIS  | Misima Airport                               | ۱۰°۴۱٫۴۴′ جنوبی ۱۵۲°۵۰٫۱۳′ شرقی / ۱۰٫۶۹۰۶۷°جنوبی ۱۵۲٫۸۳۵۵۰°شرقی |
| Moro                     | استان ارتفاعات جنوبی        | AYMR   | MXH  | فرودگاه مورو                                 | ۰۶°۲۱٫۷۵′ جنوبی ۱۴۳°۱۳٫۸۶′ شرقی / ۶٫۳۶۲۵۰°جنوبی ۱۴۳٫۲۳۱۰۰°شرقی  |
| مونت هاگن                | استان ارتفاعات غربی         | AYMH   | HGU  | فرودگاه ماونت هاگن (Kagamuga Airport)        | ۰۵°۴۹٫۸۴′ جنوبی ۱۴۴°۱۷٫۹۹′ شرقی / ۵٫۸۳۰۶۷°جنوبی ۱۴۴٫۲۹۹۸۳°شرقی  |
| Nomad River              | استان غربی (پاپوآ گینه نو)  |        | NOM  | Nomad River Airport                          | ۰۶°۱۷٫۶۲′ جنوبی ۱۴۲°۱۳٫۹۸′ شرقی / ۶٫۲۹۳۶۷°جنوبی ۱۴۲٫۲۳۳۰۰°شرقی  |
| Obo                      | استان غربی (پاپوآ گینه نو)  |        | OBX  | Obo Airport                                  | ۰۷°۳۵٫۴۳′ جنوبی ۱۴۱°۱۹٫۳۴′ شرقی / ۷٫۵۹۰۵۰°جنوبی ۱۴۱٫۳۲۲۳۳°شرقی  |
| Ononge                   | Central                     |        | ONB  | Ononge Airport                               | ۰۸°۴۰٫۴۹′ جنوبی ۱۴۷°۱۵٫۶۶′ شرقی / ۸٫۶۷۴۸۳°جنوبی ۱۴۷٫۲۶۱۰۰°شرقی  |
| پوپوندتا                 | استان شمالی (پاپوآ گینه نو) | AYGR   | PNP  | فرودگاه گیروا (Popondetta Airport)           | ۰۸°۴۸٫۳۵′ جنوبی ۱۴۸°۱۸٫۴۱′ شرقی / ۸٫۸۰۵۸۳°جنوبی ۱۴۸٫۳۰۶۸۳°شرقی  |
| پورت مورسبی              | National Capital District   | AYPY   | POM  | فرودگاه بین‌المللی جکسنز (Port Moresby)       | ۰۹°۲۷٫۲۷′ جنوبی ۱۴۷°۱۲٫۸۵′ شرقی / ۹٫۴۵۴۵۰°جنوبی ۱۴۷٫۲۱۴۱۷°شرقی  |
| رابائول / کوکوپو         | استان بریتانیای نو شرقی     | AYTK   | RAB  | فرودگاه ربائول (Rabaul Airport)              | ۰۴°۲۰٫۴۹′ جنوبی ۱۵۲°۲۲٫۶۷′ شرقی / ۴٫۳۴۱۵۰°جنوبی ۱۵۲٫۳۷۷۸۳°شرقی  |
| Sasereme                 | استان خلیج                  |        | TDS  | Sasereme Airport                             | ۰۷°۳۷′۲۲″ جنوبی ۱۴۲°۵۲′۸″ شرقی / ۷٫۶۲۲۷۸°جنوبی ۱۴۲٫۸۶۸۸۹°شرقی   |
| Suki                     | استان غربی (پاپوآ گینه نو)  |        | SKC  | Suki Airport                                 | ۰۸°۰۲٫۹۷′ جنوبی ۱۴۱°۴۳٫۵′ شرقی / ۸٫۰۴۹۵۰°جنوبی ۱۴۱٫۷۲۵۰°شرقی    |
| Tabubil                  | استان غربی (پاپوآ گینه نو)  | AYTB   | TBG  | Tabubil Airport                              | ۰۵°۱۶٫۶۷′ جنوبی ۱۴۱°۱۳٫۵۶′ شرقی / ۵٫۲۷۷۸۳°جنوبی ۱۴۱٫۲۲۶۰۰°شرقی  |
| Tapini                   | Central                     |        | TPI  | Tapini Airport                               | ۰۸°۲۱٫۳۸′ جنوبی ۱۴۶°۵۹٫۱۱′ شرقی / ۸٫۳۵۶۳۳°جنوبی ۱۴۶٫۹۸۵۱۷°شرقی  |
| تاری                     | استان هلا                   | AYTA   | TIZ  | Tari Airport                                 | ۰۵°۵۰٫۶۶′ جنوبی ۱۴۲°۵۶٫۸′ شرقی / ۵٫۸۴۴۳۳°جنوبی ۱۴۲٫۹۴۶۷°شرقی    |
| Tufi                     | استان شمالی (پاپوآ گینه نو) |        | TFI  | Tufi Airport                                 | ۰۹°۰۴٫۶۴′ جنوبی ۱۴۹°۱۹٫۱۶′ شرقی / ۹٫۰۷۷۳۳°جنوبی ۱۴۹٫۳۱۹۳۳°شرقی  |
| وانیمو                   | استان سپیک غربی             | AYVN   | VAI  | فرودگاه وانیمو                               | ۰۲°۴۱٫۲۹′ جنوبی ۱۴۱°۱۷٫۸۷′ شرقی / ۲٫۶۸۸۱۷°جنوبی ۱۴۱٫۲۹۷۸۳°شرقی  |
| Wabo                     | استان خلیج                  |        | WAO  | Wabo Airport                                 | ۰۷°۰۰′ جنوبی ۱۴۵°۰۴′ شرقی / ۷٫۰۰۰°جنوبی ۱۴۵٫۰۶۷°شرقی            |
| Wanigela                 | استان شمالی (پاپوآ گینه نو) |        | AGL  | Wanigela Airport                             | ۰۹°۲۰٫۳۴′ جنوبی ۱۴۹°۰۹٫۴۲′ شرقی / ۹٫۳۳۹۰۰°جنوبی ۱۴۹٫۱۵۷۰۰°شرقی  |
| Wapenamanda              | استان انگا                  | AYWD   | WBM  | فرودگاه واپناماندا                           | ۰۵°۳۸٫۲۶′ جنوبی ۱۴۳°۵۳٫۵۲′ شرقی / ۵٫۶۳۷۶۷°جنوبی ۱۴۳٫۸۹۲۰۰°شرقی  |
| وواک                     | استان سپیک شرقی             | AYWK   | WWK  | فرودگاه ویواک                                | ۰۳°۳۵٫۱′ جنوبی ۱۴۳°۴۰٫۰۵′ شرقی / ۳٫۵۸۵۰°جنوبی ۱۴۳٫۶۶۷۵۰°شرقی    |
| Wipim                    | استان غربی (پاپوآ گینه نو)  |        | WPM  | Wipim Airport                                | ۰۸°۴۷٫۳۶′ جنوبی ۱۴۲°۵۲٫۸۶′ شرقی / ۸٫۷۸۹۳۳°جنوبی ۱۴۲٫۸۸۱۰۰°شرقی  |
| Woitape                  | Central                     |        | WTP  | Woitape Airport                              | ۰۸°۳۲٫۸۶′ جنوبی ۱۴۷°۱۵٫۱۲′ شرقی / ۸٫۵۴۷۶۷°جنوبی ۱۴۷٫۲۵۲۰۰°شرقی  |
| Other airports/airfields |                             |        |      |                                              |                                                                 |
| Abau                     | Central                     |        | ABW  | فرودگاه اباو                                 |                                                                 |
| Agaun                    | استان خلیج میلنه            |        | AUP  | فرودگاه اگاو                                 | ۰۹°۵۵٫۸۵′ جنوبی ۱۴۹°۲۳٫۱۴′ شرقی / ۹٫۹۳۰۸۳°جنوبی ۱۴۹٫۳۸۵۶۷°شرقی  |
| Aiambak                  | استان غربی (پاپوآ گینه نو)  |        | AIH  | فرودگاه ایامبک                               | ۰۷°۲۰٫۵۵′ جنوبی ۱۴۱°۱۵٫۹۹′ شرقی / ۷٫۳۴۲۵۰°جنوبی ۱۴۱٫۲۶۶۵۰°شرقی  |
| Aiome                    | استان خلیج                  | AYAO   | AIE  | Aiome Airport                                | ۵°۰۸′۳۲″ جنوبی ۱۴۴°۴۳′۵۵″ شرقی / ۵٫۱۴۲۲۲°جنوبی ۱۴۴٫۷۳۱۹۴°شرقی   |
| Aiyura                   | استان ارتفاعات شرقی         |        | AYU  | فرودگاه اییورا                               | ۰۶°۲۰٫۰۲′ جنوبی ۱۴۵°۵۳٫۹۸′ شرقی / ۶٫۳۳۳۶۷°جنوبی ۱۴۵٫۸۹۹۶۷°شرقی  |
| Bensbach                 | استان غربی (پاپوآ گینه نو)  |        | BSP  | فرودگاه بنسباچ                               | ۰۸°۵۱٫۳۸′ جنوبی ۱۴۱°۱۵٫۳۶′ شرقی / ۸٫۸۵۶۳۳°جنوبی ۱۴۱٫۲۵۶۰۰°شرقی  |
| Cape Gloucester          | استان بریتانیای نو غربی     |        | CGC  | فرودگاه کیپ گلاستر                           | ۰۵°۲۷′ جنوبی ۱۴۸°۲۶٫۵′ شرقی / ۵٫۴۵۰°جنوبی ۱۴۸٫۴۴۱۷°شرقی         |
| Finschhafen              | استان موروبه                |        | FIN  | فرودگاه فینشافن                              | ۰۶°۳۷٫۴۳′ جنوبی ۱۴۷°۵۱٫۱۹′ شرقی / ۶٫۶۲۳۸۳°جنوبی ۱۴۷٫۸۵۳۱۷°شرقی  |
| Gasmata                  | استان بریتانیای نو غربی     |        | GMI  | فرودگاه گاسماتا                              | ۰۶°۱۶٫۵′ جنوبی ۱۵۰°۲۰′ شرقی / ۶٫۲۷۵۰°جنوبی ۱۵۰٫۳۳۳°شرقی         |
| Gusap                    | استان موروبه                |        | GAP  | فرودگاه گوسپ                                 | ۰۶°۰۳′ جنوبی ۱۴۵°۵۵٫۷′ شرقی / ۶٫۰۵۰°جنوبی ۱۴۵٫۹۲۸۳°شرقی         |
| Haelogo                  | Central                     |        | HEO  | فرودگاه هائلوگو                              | ۰۹°۰۸٫۲۵′ جنوبی ۱۴۷°۳۵٫۹۷′ شرقی / ۹٫۱۳۷۵۰°جنوبی ۱۴۷٫۵۹۹۵۰°شرقی  |
| Ihu                      | استان خلیج                  |        | IHU  | فرودگاه ایهو                                 | ۰۷°۵۴٫۰۱′ جنوبی ۱۴۵°۲۴٫۰۱′ شرقی / ۷٫۹۰۰۱۷°جنوبی ۱۴۵٫۴۰۰۱۷°شرقی  |
| Jacquinot Bay            | استان بریتانیای نو شرقی     |        | JAQ  | فرودگاه خلیج جکینوت                          | ۰۵°۳۹′ جنوبی ۱۵۱°۳۰′ شرقی / ۵٫۶۵۰°جنوبی ۱۵۱٫۵۰۰°شرقی            |
| کاندریان                 | استان بریتانیای نو غربی     |        | KDR  | فرودگاه کاندریان                             | ۰۶°۱۲٫۵′ جنوبی ۱۴۹°۳۲٫۵′ شرقی / ۶٫۲۰۸۳°جنوبی ۱۴۹٫۵۴۱۷°شرقی      |
| کئیتا                    | استان خودمختار بوگاینویل    |        | KIE  | Kieta Aropa Airport                          | ۰۶°۱۸٫۲′ جنوبی ۱۵۵°۴۳٫۴′ شرقی / ۶٫۳۰۳۳°جنوبی ۱۵۵٫۷۲۳۳°شرقی      |
| Manguna                  | استان بریتانیای نو شرقی     |        | MFO  | فرودگاه منگونا                               | ۰۵°۳۴٫۹۵′ جنوبی ۱۵۱°۴۷٫۵۵′ شرقی / ۵٫۵۸۲۵۰°جنوبی ۱۵۱٫۷۹۲۵۰°شرقی  |
| ناماتانائی               | استان ایرلند نو             |        | ATN  | فرودگاه ناماتانائی                           | ۰۳°۴۰′ جنوبی ۱۵۲°۲۶٫۵′ شرقی / ۳٫۶۶۷°جنوبی ۱۵۲٫۴۴۱۷°شرقی         |
| Nissan Island            | استان خودمختار بوگاینویل    |        | IIS  | فرودگاه نیسان آیلند                          | ۰۴°۳۰′ جنوبی ۱۵۴°۱۳٫۵′ شرقی / ۴٫۵۰۰°جنوبی ۱۵۴٫۲۲۵۰°شرقی         |
| Saidor                   | استان مادانگ                |        | SDI  | فرودگاه سیدر                                 | ۰۵°۳۷٫۵۹′ جنوبی ۱۴۶°۲۷٫۵′ شرقی / ۵٫۶۲۶۵۰°جنوبی ۱۴۶٫۴۵۸۳°شرقی    |
| Salamo                   | استان خلیج میلنه            |        | SAM  | فرودگاه سالمو                                | ۰۹°۴۰٫۲۸′ جنوبی ۱۵۰°۴۷٫۳۵′ شرقی / ۹٫۶۷۱۳۳°جنوبی ۱۵۰٫۷۸۹۱۷°شرقی  |
| Samberigi (Siwea)        | استان ارتفاعات جنوبی        |        | SWE  | فرودگاه سمبریگی                              | ۰۶°۴۳٫۳۳′ جنوبی ۱۴۳°۵۶٫۱۲′ شرقی / ۶٫۷۲۲۱۷°جنوبی ۱۴۳٫۹۳۵۳۳°شرقی  |
| Sangapi                  | استان خلیج                  |        | SGK  | Sangapi Airport                              | ۰۵°۰۷′۳۰″ جنوبی ۱۴۴°۱۹′۲۳″ شرقی / ۵٫۱۲۵۰۰°جنوبی ۱۴۴٫۳۲۳۰۶°شرقی  |
| Tadji / آئیتاپه          | استان سپیک غربی             |        | TAJ  | فرودگاه تدیج (Aitape Airport)                | ۰۳°۱۱٫۹۴′ جنوبی ۱۴۲°۲۵٫۷′ شرقی / ۳٫۱۹۹۰۰°جنوبی ۱۴۲٫۴۲۸۳°شرقی    |
| Talasea                  | استان بریتانیای نو غربی     |        | TLW  | Talasea Airport                              | ۰۵°۱۶٫۲۱′ جنوبی ۱۵۰°۰۵٫۳۲′ شرقی / ۵٫۲۷۰۱۷°جنوبی ۱۵۰٫۰۸۸۶۷°شرقی  |
| Vivigani، Goodenough Is. | استان خلیج میلنه            |        | VIV  | فرودگاه ویویگانی                             | ۰۹°۱۸٫۵۲′ جنوبی ۱۵۰°۱۹٫۲۸′ شرقی / ۹٫۳۰۸۶۷°جنوبی ۱۵۰٫۳۲۱۳۳°شرقی  |
| فرودگاه‌های سابق          |                             |        |      |                                              |                                                                 |
| لائه                     | استان موروبه                | AYLA   |      | Lae Airfield (تعطیل‌شده در دههٔ ۸۰ میلادی)     |                                                                 |
| رابائول                  | استان بریتانیای نو شرقی     | AYRB   |      | فرودگاه ربائول (نابودشده در سال ۱۹۹۴ میلادی) |                                                                 |